# 루이징
루이징(중국어 정체자: 陸弈靜, 병음: Lù Yíjìng, 한자음: 육혁정, Lu Yi-Ching, 1958년 10월 23일 ~ )은 대만의 배우이다. 본명은 루샤오린(陸筱琳)으로, 별명은 딩이징(丁怡境)이다.

## 방송
- 유생지년
- 도서협주곡